# Юпики
Юпики са етническа група, вид ескимоси, подобни на инуитите. Населяват най-отдалечените източни райони на Русия, Сибир и отделни части на Аляска, САЩ. Най-многобройната група се намира в Централна Аляска. Името юпик означава истински човек.
Известни са с изработката на церемониални маски. Една от традициите включва церемония по почитане на починалите. Главната фигура на тези церемонии е шамана, който юпиките вярват може да влиза в контакт с мъртвите. Те също така наричат всяко новоредено дете на последния починал член на племето.
Днес броят на юпиките е около 500 души, по-голямата част от тях изчезват вследствие на вируси и болести. Главният им поминък е риболовът.
Съществуват 5 езика юпик, които се говорят от 75% от населението.